# Ticulatgambiet
Het Ticulatgambiet is in de opening van een schaakpartij een variant in de Franse opening en het heeft de volgende beginzetten: 1.e4 e6 2.b3 d5 3.Lb2
Eco-code C 00
Het Ticulatgambiet is ingedeeld bij de halfopen spelen. Het wordt ook wel de Horwitz aanval genoemd.